# Ludwig Dessoir
Pour les articles homonymes, voir Dessoir.
Ludwig Dessoir, nom d'origine Leopold Dessauer, né le 15 décembre 1810 à Posen et mort le 30 décembre 1874, est un acteur allemand.

## Biographie

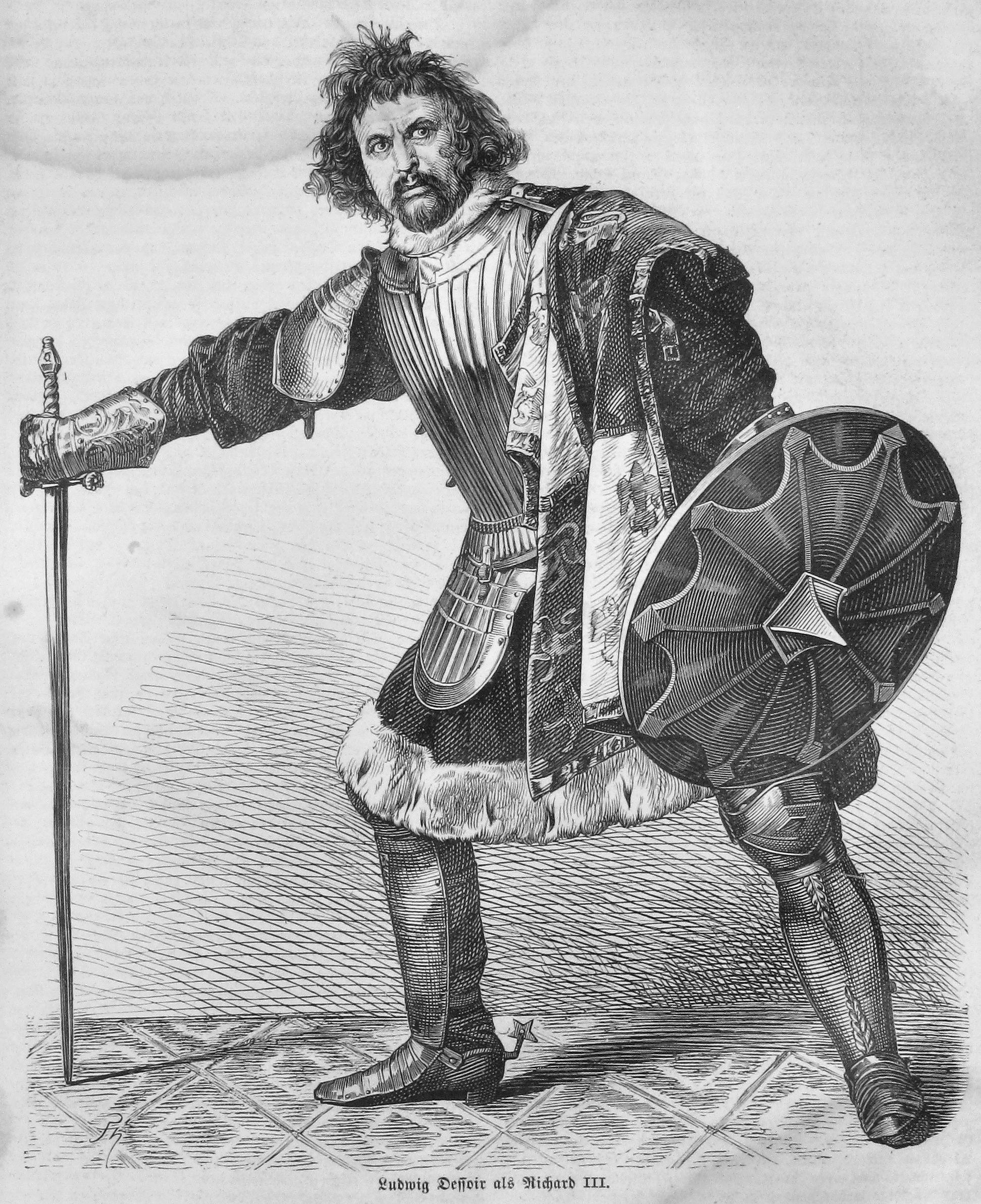
Ludwig Dessoir dans le rôle de Richard III.

Leopold Dessauer né le 15 décembre 1810 à Posen, est le fils d'un commerçant juif. Il fait sa première apparition sur scène dans sa ville natale en 1824 dans une petite partie. Après quelques expériences au théâtre de Posen et en tournée, il est engagé à Leipzig àde 1834 à 1836. Ensuite, il fut attaché au théâtre municipal de  Breslau, et en 1837 il se produisit à Prague, Brno, Vienne et Budapest, où il accepta un engagement qui dura jusqu'en 1839. Il succède à Karl Devrient à Karlsruhe, et se rend en 1847 à Berlin, où il joue Othello et Hamlet avec grand succès, il obtient un engagement permanent à ce théâtre. De 1849 à 1872, lorsqu'il prend sa retraite sur une pension, il joue 110 rôles, souvent en tournée, et en 1853 en jouant à Londres. Il meurt en 1874 à Berlin.
Dessoir a été marié deux fois; sa première femme, Theresa, une actrice populaire (1810-1866), a été séparée de lui un an après le mariage; sa deuxième femme est devenue folle après la mort de son enfant. Par sa première épouse Dessoir eut un fils, l'acteur Ferdinand Dessoir (1836-1892). En dépit de certains handicaps physiques, Ludwig Dessoir est devenu célèbre grâce à son talent, notamment en tant qu'interprète des personnages de Shakespeare.